# Arbeitsgemeinschaft christlicher Kirchen in der Schweiz
Die Arbeitsgemeinschaft Christlicher Kirchen in der Schweiz (AGCK Schweiz) ist eine gesamtschweizerische ökumenische Organisation, in der die meisten Schweizer Kirchen Mitglied sind. Sie übt die Funktion eines Nationalen Kirchenrates aus und ist als solche assoziierte Organisation des Ökumenischen Rates der Kirchen. Die AGCK Schweiz wurde am 21. Juni 1971 gegründet und ist als Verein organisiert. Das Generalsekretariat hat seinen Sitz in Bern.

## Mitgliedkirchen
Dem Verein sind dreizehn Kirchen angeschlossen:
- Evangelisch-reformierte Kirche Schweiz
- Römisch-katholische Kirche in der Schweiz (vertreten durch die Schweizer Bischofskonferenz)
- Christkatholische Kirche der Schweiz
- Evangelisch-methodistische Kirche
- Heilsarmee
- Bund Schweizer Baptistengemeinden
- Bund Evangelisch-lutherischer Kirchen in der Schweiz und im Fürstentum Liechtenstein
- Orthodoxe Diözese der Schweiz des ökumenischen Patriarchates von Konstantinopel,
- Vertretung der serbisch-orthodoxen, der syrisch-orthodoxen und der rumänisch-orthodoxen Kirchen in der Schweiz
- Anglikanische Kirche in der Schweiz
- Neuapostolische Kirche Schweiz

Die Mitgliedkirchen sind im Präsidium (Exekutivorgan) vertreten und senden stimmberechtigte Delegierte in die Plenarversammlung.
Beobachterstatus haben der Dachverband Freikirchen.ch – Freikirchen und christliche Gemeinschaften Schweiz, die Freikirche der Siebenten-Tags-Adventisten in der Schweiz und die Schweizerische Evangelische Allianz (SEA).